# Maruvekere, Madhugiri
Maruvekere là một làng thuộc tehsil Madhugiri, huyện Tumkur, bang Karnataka, Ấn Độ.